# Бойега, Джон
Джон Бойега (англ. John Boyega; род. 17 марта 1992, Лондон) — британский актёр. Наиболее известен по роли Финна в фильмах «Звёздные войны: Пробуждение силы» (2015), «Звёздные войны: Последние джедаи» (2017) и «Звёздные войны: Скайуокер. Восход» (2019), образующих трилогию-сиквел саги «Звёздные войны». Также исполнял роль Джейка Пентекоста, главного героя фантастического фильма «Тихоокеанский рубеж 2» (2018).

## Биография
Джон Бойега родился 17 марта 1992 года в Пекхэме, Лондон, Англия, в семье выходцев из Нигерии (народ йоруба). Окончил Вестминстерскую городскую школу и колледж Южной Темзы. Занимался в театральной школе Хакли. Играл в театре Пекхема и Национальном театре, в том числе главную роль в постановке «Отелло» в 2010 году.
Дебютировал на телевидении в 2011 году. В 2012 году получил премию «Black Reel Awards» в категории «Лучший актёр» за роль в фильме «Чужие на районе». В 2013 году Джон исполнил роль второго плана в фильме «Половина жёлтого солнца». В 2015 году сыграл штурмовика Финна в фильме «Звёздные войны: Пробуждение силы», а в 2017 году появился в его продолжении — «Звёздные войны: Последние джедаи».

## Фильмография
| Год  |    | Русское название                  | Оригинальное название                | Роль                    |
| ---- | -- | --------------------------------- | ------------------------------------ | ----------------------- |
| 2011 | с  | Стать человеком                   | Becoming Human                       | Дэнни Кёртис            |
| 2011 | ф  | Чужие на районе                   | Attack the Block                     | Мозес                   |
| 2011 | с  | Закон и порядок: Лондон           | Law & Order: UK                      | Джамаль Кларксон        |
| 2011 | ф  | Отбросы                           | Junkhearts                           | Джамаль                 |
| 2011 | тф | Кирпич                            | Da Brick                             | Донни                   |
| 2012 | тф | Моё убийство                      | My Murder                            | Шакил Таунсенд          |
| 2013 | ф  | Половина жёлтого солнца           | Half of a Yellow Sun                 | Угву                    |
| 2013 | тф | Кит                               | The Whale                            | Уильям Бонд             |
| 2014 | ф  | Имперские мечты                   | Imperial Dreams                      | Бэмби                   |
| 2014 | с  | 24 часа: Проживи ещё один день    | 24: Live Another Day                 | лейтенант Кёртис Таннер |
| 2015 | мс | Майор Лазер                       | Major Lazer                          | Блкмркт, озвучка        |
| 2015 | ки |                                   | Disney Infinity 3.0                  | Финн                    |
| 2015 | ф  | Звёздные войны: Пробуждение силы  | Star Wars: The Force Awakens         | Финн                    |
| 2016 | мс |                                   | Tinkershrimp & Dutch                 | Датч, озвучка           |
| 2017 | ф  | Сфера                             | The Circle                           | Тай Кэлден              |
| 2017 | ф  | Детройт                           | Detroit                              | Мелвин Дисмукес         |
| 2017 | ф  | Звёздные войны: Последние джедаи  | Star Wars: The Last Jedi             | Финн                    |
| 2018 | ф  | Тихоокеанский рубеж 2             | Pacific Rim: Uprising                | Джейк Пентекост         |
| 2018 | мс | Обитатели холмов                  | Watership Down                       | Шишак                   |
| 2019 | ф  | Звёздные войны: Скайуокер. Восход | Star Wars: The Rise of the Skywalker | Финн                    |
| 2021 | ф  | Голая сингулярность               | Naked Singularity                    | Кейси                   |
| 2022 | ф  | Нечего терять                     | Breaking                             | Брайан Браун            |
| 2022 | ф  | Королева-воин                     | The Woman King                       | король Гезо             |
| 2023 | ф  | Они клонировали Тайрона           | They Cloned Tyrone                   | Фонтейн                 |

## Награды и номинации
| Год  | Награда                                    | Категория                     | Работа                           | Результат |
| ---- | ------------------------------------------ | ----------------------------- | -------------------------------- | --------- |
| 2011 | Премия британского независимого кино       | Самый многообещающий дебют    | Чужие на районе                  | Номинация |
| 2012 | Black Reel Awards                          | Лучший актёр                  | Чужие на районе                  | Победа    |
| 2012 | Black Reel Awards                          | Лучший прорыв                 | Чужие на районе                  | Номинация |
| 2012 | «Империя»                                  | Лучший мужской дебют          | Чужие на районе                  | Номинация |
| 2012 | Evening Standard British Film Awards       | Лучший дебют                  | Чужие на районе                  | Номинация |
| 2012 | Премия Лондонского кружка кинокритиков     | Молодой британский актёр года | Чужие на районе                  | Номинация |
| 2015 | Golden Schmoes Awards                      | Лучший исполнитель года       | Звёздные войны: Пробуждение силы | Номинация |
| 2016 | BAFTA                                      | Восходящая звезда             | Звёздные войны: Пробуждение силы | Победа    |
| 2016 | «Сатурн»                                   | Лучший киноактёр              | Звёздные войны: Пробуждение силы | Номинация |
| 2016 | «Империя»                                  | Лучший мужской дебют          | Звёздные войны: Пробуждение силы | Победа    |
| 2016 | Online Film & Television Association Award | Лучший мужской прорыв         | Звёздные войны: Пробуждение силы | Номинация |
| 2016 | MTV Movie Awards                           | Лучший прорыв года            | Звёздные войны: Пробуждение силы | Номинация |
| 2016 | MTV Movie Awards                           | Лучшая экшн роль              | Звёздные войны: Пробуждение силы | Номинация |
| 2016 | Screen Nation Awards                       | Лучшая мужская роль           | Звёздные войны: Пробуждение силы | Победа    |
| 2016 | Kids’ Choice Awards                        | Любимый актёр                 | Звёздные войны: Пробуждение силы | Номинация |